# Paularo
Paularo este o comună din provincia Udine, regiunea Friuli-Veneția Giulia, Italia, cu o populație de 2.334 locuitori (1 ianuarie 2023) și o suprafață de 84,24 km².

## Demografie
Paularo - evoluția demografică

|  | Graficele sunt indisponibile din cauza unor probleme tehnice. Mai multe informații se găsesc la Phabricator și la wiki-ul MediaWiki. |

Date: Recensăminte sau birourile de statistică - grafică realizată de Wikipedia

## Orașe înfrățite
- Sillingy, Franța din  2000
- Kirchbach, Austria din  2003
- Bucine, Italia din  2009